# Earl Wilbur Sutherland Jr.
Earl Wilbur Sutherland Jr. (ur. 19 listopada 1915 w Burlingame, zm. 9 marca 1974 w Miami) – amerykański fizjolog. Był m.in. profesorem na Uniwersytecie Vanderbilta w Nashville. Prowadził badania naukowe dotyczące mechanizmów działania hormonów. Za badania dotyczące roli cyklicznego adenozynomonofosforanu (cAMP) w regulacji hormonalnej otrzymał w 1971 roku Nagrodę Nobla w dziedzinie fizjologii i medycyny.